# Herbert Müller (hokej na travi)
Herbert Müller (2. kolovoza 1904. – 9. prosinca 1966.) je bivši njemački hokejaš na travi. 
Osvojio je brončano odličje na hokejaškom turniru na Olimpijskim igrama 1928. u Amsterdamu igrajući za Njemačku. Na turniru je odigrao sva četiri susreta. Igrao je u napadu i postigao je dva pogotka.

## Vanjske poveznice
- Profil na Database Olympics